# Kederasan Panjang
Kederasan Panjang is een bestuurslaag in het regentschap Merangin van de provincie Jambi, Indonesië. Kederasan Panjang telt 429 inwoners (volkstelling 2010).